# Вишни
Вишни (мкд. Вишни) су насеље у Северној Македонији, у крајње западном делу државе. Вишни припадају општини Струга.

## Географија
Насеље Вишни је смештено у крајње западном делу Северне Македоније, близу државне границе са Албанијом (3 km југозападно од насеља). Од најближег града, Струге, насеље је удаљено 10 km западно.
Вишни се налазе у историјској области Горњи Дримкол, која се обухвата северну обалу Охридског језера, око истока Црног Дрима из језера. Насеље је смештено на планини Јабланици, на знатној надморској висини од 1.060 метара. Источно насеље планина се силази у Струшко поље.
Клима у насељу је планинска због знатне надморске висине.

## Становништво
Вишни су према последњем попису из 2002. године имали 14 становника. 
Већину становништва насеља чине етнички Македонци (100%).
Претежна вероисповест је православље.